# Paraziții
Paraziții (rumänisch „Die Parasiten“, [pa.ra.'zi.tsiː]) ist eine rumänische Hip-Hop-Gruppe, die im Jahre 1994 von den Musikern Cheloo, Ombladon, FreakaDaDisk und DJ I.E.S. gegründet wurde.
DJ Functionist hat für die Single „In Focuri“ mit der Band zusammengearbeitet, die Single erhielt in Rumänien eine Goldene Schallplatte.

## Diskografie

### Alben
- 1995: Poezii pentru pereți
- 1996: Nimic normal
- 1997: Suta
- 1999: Nici o problemă
- 2000: Iartă-mă
- 2001: Categoria grea
- 2002: Irefutabil
- 2005: Confort 3
- 2007: Slalom pintre cretini
- 2009: Slalom pintre cretini (Remixes)
- 2010: Tot ce e bun tre să dispară
- 2016: Lovitură de pedeapsă

### Singles
- 1995: Poezii pentru pereți
- 1996: Nimic normal
- 1997: Suta
- 1999: Nici o problemă
- 2000: Iartă-mă
- 2001: Categoria grea
- 2001: Împușcă-ta
- 2002: În focuri
- 2002: Irefutabil
- 2004: Jos cenzura
- 2004: Best of ... primii 10 ani
- 2005: Violent
- 2005: Confort 3
- 2007: Slalom printre cretini
- 2010: Tot ce e bun tre' să dispară
- 2016: Lovitură de pedeapsă (Strafstoß)[2][3]

## Soloveröffentlichungen von Cheloo und Ombladon
- 2003: Sindromul Tourette
- 2004: Condoleanțe
- 2006: Fabricant de gunoi
- 2007: Cel mai prost din curtea școlii
- 2011: Cel care urăște